# Kocsár Balázs
Kocsár Balázs (Budapest, 1963. május 6. –) Liszt Ferenc-díjas magyar karmester, érdemes és kiváló művész. Édesapja Kocsár Miklós Kossuth-díjas zeneszerző; édesanyja, Herboly Ildikó a Zeneakadémia tanszékvezető tanáraként ment nyugdíjba. A világ számos operaházában és koncerttermeiben vezényelt, pl. Svájcban, Olaszországban, Németországban, Franciaországban, Hollandiában, Lengyelországban, Oroszországban, Ausztráliában, ahol olyan művészekkel is dolgozott, mint Diana Damrau, Elīna Garanča, Roberto Alagna, Jonas Kaufmann. Repertoárján több mint 80 opera szerepel, melyeket ezer feletti előadáson dirigált itthon és külföldön, emellett számos DVD- és CD-felvételen működik közre.

## Tanulmányai
A Madách Imre Gimnáziumi érettségije után beiratkozott a Bartók Béla Zeneművészeti Szakközépiskolába, ahol zeneszerzést tanult. Ezt követően a Liszt Ferenc Zeneművészeti Főiskolán Párkai István  alatt karvezetést hallgatott, majd 1986–1991 között és Lukács Ervin alatt karmester szakon folytatta egyetemi tanulmányait. 1991-ben diplomázott kiváló minősítéssel. Eztán a bécsi Zeneakadémia hallgatója volt, ahol mestere Prof. Karl Österreicher. A továbbiakban Helmuth Rilling, Jorma Panula, Moshe Atzmon, és Eötvös Péter mesterkurzusain vett részt.

## Pályája
1990-től 1993-ig a Szegedi Nemzeti Színház opera karmestere. 1991-től 1994-ig az Állami Hangversenyzenekarnál Lukács Ervin mellett asszisztens karmester volt. 1992 óta a Magyar Állami Operaház állandó karmestere. 1993 és 1999 között a debreceni Csokonai Nemzeti Színház zeneigazgatója. 1999 és 2002 között az Oper Frankfurt első karmestere ("Erste Kapellmeister"). 2004–2012 között a Debreceni Filharmonikus Zenekar, a Kodály Kórus művészeti vezetője és a Csokonai Színház Operatagozatának zenei igazgatója. 2010 óta a Pécsi Tudományegyetem Művészeti Karán a Zeneművészeti Intézet adjunktusa, 2015-től a Pécsi Tudományegyetem Művészeti Kara Zeneművészeti Intézetének tanszékvezető tanára. 2021-től habilitált docense. 2011-től 2013-ig a Budapesti Tavaszi Fesztivál zeneigazgatója. 2012 óta a Magyar Művészeti Akadémia (MMA) Zeneművészeti Tagozatának rendes tagja. 2016-tól a Magyar Állami Operaház megbízott főzeneigazgatója, 2017-től 2023-ig főzeneigazgatója. 2025-től a Pécsi Nemzeti Színház operaigazgatója.

## Díjak, elismerések
- Magyar Televízió 6. Nemzetközi Karmesterversenyének harmadik helyezettje (1989)
- Teatro Dell’Opera di Roma Franco Ferrara Karmesterverseny első helyezettje (1995)
- Liszt Ferenc-díj (1999)
- Érdemes művész (2017)
- Kiváló művész (2022)[3]

## Repertoár
- David Alagna: Le dernier jour d’un condamné
- Bartók Béla: A kékszakállú herceg vára
- Ludwig van Beethoven: Fidelio
- Vincenzo Bellini: Norma
- Georges Bizet: Carmen
- Benjamin Britten: The Turn of the Screw
- Francesco Cavalli: La Calisto
- Gaetano Donizetti: Don Pasquale, L’elisir d’amore, Lucia di Lammermoor
- Antonin Dvořák: Rusalka
- Erkel Ferenc: Bánk bán, Hunyadi László, Dózsa György, Bátori Mária, Erzsébet
- Umberto Giordano: Andrea Chénier
- Carl Goldmark: Die Königin von Saba
- Charles Gounod: Faust
- Christoph Willibald Gluck: Orfeo ed Euridice
- Georg F. Händel: Giulio Cesare, Serse
- Engelbert Humperdinck: Hänsel und Gretel
- Leoš Janáček: Jenufa
- Emerich Kálmán: Gräfin Mariza
- Kodály Zoltán: Székelyfonó, Háry János
- Erich W. Korngold: Die tote Stadt
- Ruggiero Leoncavallo: I Pagliacci
- Pietro Mascagni: L’amico Fritz, Cavalleria Rusticana
- Claudio Monteverdi: Il combattimento di Tancredi e Clorinda, L'Incoronazione di Poppea
- Wolfgang A. Mozart: La Finta giardiniera, Idomeneo, Die Entführung aus dem Serail, Der Schauspieldirektor, Le Nozze di Figaro, Don Giovanni, Così fan tutte, Die Zauberflöte, La clemenza di Tito
- Modest Mussorgsky: Boris Godunov
- Jacques Offenbach: Les Contes d’Hoffmann, Orphée aux Enfers
- Serge Prokofiev: L`Amour des trois Oranges, L’Ange de Feu
- Giacomo Puccini: La Bohème, Madama Butterfly, Manon Lescaut, Tosca, Turandot, Il Tabarro, Suor Angelica, Gianni Schicchi, La Fanciulla del West
- Henry Purcell: Dido and Aeneas
- Gioacchino Rossini: Mosé, Il barbiere di Siviglia, La Cenerentola, L’italiana in Algeri
- Bedrich Smetana: Die Verkaufte Braut
- Solti Árpád: La Violetta
- Johann Strauss: Die Fledermaus, Der Zigeunerbaron
- Richard Strauss: Arabella, Salome, Elektra
- Igor Stravinsky: Oedipus Rex
- Pjotr Tchaikovsky: Eugen Onegin, Pikovaja Dama
- Giampaolo Testoni: Fantasio, Fortunio
- Tóth Péter: Tóték
- Giuseppe Verdi: Aida, Attila, Don Carlo 4 atti, Don Carlos 5 atti, Falstaff, Il trovatore, La traviata, Macbeth, Nabucco, Otello, Rigoletto, Simon Boccanegra, Un ballo in maschera, La forza del destino
- Richard Wagner: Lohengrin, Tannhäuser, Der fliegende Holländer, Parsifal, Das Rheingold, Die Walküre, Siegfried, Götterdämmerung
- Carl Maria von Weber: Der Freischütz

## Diszkográfia
- David Alagna: Le dernier jour d'un condamné – Km.: Orchestre Régional Avignon-Provence, Roberto Alagna, Adina Aaron – Deutsche Grammophon 076 290 1

- Clarinetto All’Ungherese – Km.: Savaria Symphony Orchestra, Horváth László (klarinét) – Hungaroton

- Beethoven: The Piano Concertos – Km.: Hungarian State Symphony Orchestra, Richard Meyrick (zongora)

- Liszt Ferenc: Totentanz for Piano and Orchestra – Km.: Budapest Symphony Orchestra, Oravecz György (zongora) – Hungaroton

- Dubrovay László: Hegedűverseny, No. 2 – Km.: Budapest Symphony Orchestra, Oravecz György (zongora) – Hungaroton

- Tóth Péter: A helység kalapácsa, Téli rege; Kovács Zoltán: Double Concerto – Km.: Debrecen Philharmonic Orchestra, Horváth Bence Horváth (trombita), Farkas István Péter (harsona) – Hungaroton

- Mozart: The Great Mass – A Ballet by Uwe Scholz – Km.: Gewandhausorchester Leipzig, Choir of the Leipzig Opera, Eunyee You (szoprán), Marie-Claude Chappuis (szoprán), Werner Güra (tenor), Friedemann Röhlig (basszus) – EuroArts